# 黃紫恩
黃紫恩（英語：Jojo Wong Tsz Yan，1996年4月3日—），原名黃芷欣（Constance），香港女藝人，無綫電視經理人之合約藝人，亦是無綫電視旗下Big Big Channel其中一位KOL，她在2022年加入J2台，不僅是22位J2ers之一，亦是TVB Plus的常用主持之一。

## 簡歷
黃紫恩本名黃芷欣，她入讀香港理工大學設計學院設計系。
2019年開始，黃紫恩以本名黃芷欣任Big Big Channel之KOL，又參與無綫電視之節目演出。2020年2月開始，她加入無綫節目《#後生仔傾偈》成為其中一位KOL主持。
2020年9月12日開始，她更改英文名為Jojo。
2021年4月，她成為無綫電視經理人合約藝人，並改藝名為黃紫恩。同年參演無綫電視青春劇集《青年心城之撐起青春》。其後參與多個無綫電視綜藝節目，並憑主持J2節目《冇人性教育》獲得網民關注。
2023年5月，黃紫恩透露在街上暈倒，面部直撞石屎地面，片中畫面顯示她的傷勢嚴重，眉骨、頭及下巴等位置都受傷血淋淋破相，友人安排她到私家醫院找整形醫生幫助回復容貌。

## 演出作品

### 電視劇（無綫電視）
| 首播   | 劇名               | 角色                                                    |
| 2021年 | 逆天奇案           | 學 員（第15集）                                         |
| 2021年 | 愛·回家之開心速遞  | 健身界KOL、用了濾鏡直播的貝拉群（許思敏飾）（第1325集） |
| 2021年 | 青年心城之撐起青春 | Yuki                                                    |
| 2022年 | 青春不要臉         | 訓練班學員                                              |
| 2023年 | 新四十二章         | 師兄妹                                                  |
| 2023年 | 隱形戰隊           | 警 員                                                   |
| 2023年 | 法言人             | 年輕律師                                                |

### 綜藝節目（無綫電視）
| 首播   | 節目名                       | 性質 |
| 2019年 | 姊妹淘（第三輯）             | 演出 |
| 2019年 | 電競王                       | 嘉賓 |
| 2020年 | Think Big天地                | 與馬俊傑、邱晴、何依婷、伍樂怡、曾展望、徐文浩、王虹茵、吳佩隆、梁敏巧、陳嘉慧、倪嘉雯、陳楨怡及陳若思一同主持 |
| 2020年 | #後生仔傾偈                  | KOL（第489集開始）                                                                                             |
| 2020年 | 網購攻略＋big big shop感謝祭 | 演出 |
| 2020年 | 禁毒多面睇                   | 演出 |
| 2020年 | 姊妹淘（第四輯）             | 演出 |
| 2020年 | #後生仔睇完港姐傾吓偈          | KOL |
| 2020年 | 熱賣開催+big big動漫節       | 固定演出 |
| 2020年 | 一屋後生仔                   | KOL |
| 2020年 | 衝上雲霄大選                 | 固定演出 |
| 2022年 | J2ers：晚間聽聞              | 與周奕瑋、倪嘉雯、葉靖儀、吳兆麟、林俊其及布樂文合作                                                           |
| 2022年 | 不正常愛情研究所             | |
| 2022年 | 冇人性教育                   | |
| 2022年 | CP訓練營                     | 旁白 |
| 2022年 | 夢想改造家                   | 外購節目旁白，與吳兆麟合作                                                                                     |
| 2023年 | 咁你都唔識                   | 主持之一 |
| 2023年 | 獎門人秋季感謝祭             | |
| 2024年 | 2024開運救兵                 | 主持之一 |
| 2024年 | 怪宿宿                       | 主持之一 |
| 2024年 | 台灣萌萌的                   | 主持之一 |
| 2024年 | 直播靈接觸                   | 與梁思浩、黃耀英主持                                                                                           |
| 2025年 | 直播靈接觸                   | 與梁思浩、黃耀英主持                                                                                           |
| 2025年 | 大師兄Welcome Summer大激戰   | |

### 電視電影（無綫電視）
| 首播   | 戲名                   | 角色     |
| 2019年 | 《空投在我身邊的閨蜜》 | 打機朋友 |

### 音樂錄像
| 年份   | 歌曲                                 | 歌手   |
| 2020年 | 謎團（無綫電視劇《木棘証人》主題曲） | 鄭俊弘 |
| 2022年 | 藍顏知己                             | 孫漢霖 |

## 曾獲獎項與提名
| 年份   | 獎項                                   | 結果 |
| ------ | -------------------------------------- | ---- |
| 2022年 | 萬千星輝頒獎典禮2022「飛躍進步女藝員」 | 提名 |

## 外部連結
- 黃紫恩的Instagram帳戶